# Carnettes
Carnettes era una comuna francesa que estaba situada en el departamento de Orne, de la región de Normandía, que en 1817 pasó a formar parte de la comuna de La Genevraie.

## Demografía
| Gráfica de evolución demográfica de Carnettes entre 1793 y 1806 |
|                                                                 |

Los datos demográficos contemplados en este gráfico se han cogido de la página francesa EHESS/Cassini.